# 東海市立明倫小学校
東海市立明倫小学校（とうかいしりつめいりんしょうがっこう）は、愛知県東海市荒尾町にある公立小学校。

## 概要
- 校区は富木島町（後田、外面、貴船、北才道、新道才、長田（一部）、道才（一部）、西長口（一部）、東才道、藤塚、伏見1丁目、向イ（一部）、山中（一部））、荒尾町（雨堤、壱町畑、岩ノ脇、後山（一部）、大高根、上桐ノ木、小池、下り松、源太池、才道、下大脇（一部）、下笹根（一部）、下桐ノ木、社張、嶌越、甚造、大頭、長口、土取、寺前、洞ケ山、藤治山（一部）、蜂ケ尻、向山、明倫、諸ノ木、山ノ田）である。公立中学校の進学先は東海市立富木島中学校および東海市立平洲中学校である[1]。
- 元々は旧・知多郡上野町が、東海製鐵などの企業の住宅団地に伴う児童数増加に対応するために計画された小学校であり、開校は横須賀町と上野町が合併し、東海市が発足したと同時である。1972年頃には児童数が1000名以上のマンモス校であったが、2018年時点では213名まで減少している。
- 校名は、尾張藩の学校の明倫堂にちなむ。これは明倫堂の初代校長の細井平洲が上野町（旧・知多郡平島村）出身ということからである[2]。

## 沿革
- 1969年（昭和44年）4月1日 - 東海市立平洲小学校、東海市立富木島小学校から分離し、東海市立明倫小学校として開校する。
- 1972年（昭和47年） - 体育館が完成する。

## 交通アクセス
- 知多バス上野台線「富田」バス停より徒歩約15分。
- らんらんバス北ルート「明倫小学校西」バス停より徒歩約3分。

## 周辺施設
- 東海市立平洲中学校
- 東海市立富木島中学校
- 東海市立富木島小学校
- 東海市立平洲小学校
- 東海市立渡内小学校
- 東海市立みどり保育園
- 上野台公園
- カゴメ上野工場
- 富田公園
- 富木島公園
- 東海市立平洲記念館